# 迪士尼快速通行
迪士尼快速通行（英語：Disney's FastPass）是一套由华特迪士尼公司創造、在迪士尼樂園及度假區中使用的「虛擬排隊」系統，在適用的遊樂設施中，快速通行能讓遊客避開漫長的排隊等候時間，並利用等待入場的時間前往其它的設施遊玩。快速通行服務在所有的地方皆為免費提供。
2021年8月18日，迪士尼宣佈美國地區的迪士尼度假區不再發行免費的快速通行證，並將在2021年下半年由全新的虛擬排隊系統「閃電通關」（Lightning Lane）取代。該服務包含在迪士尼推出的樂園行程規劃服務「迪士尼精靈」中，並作為付費選項「精靈+」（Genie+）和「單獨閃電通關」（Individual Lightning Lane）的一部分功能。「迪士尼精靈」目前僅支持迪士尼樂園度假區和華特迪士尼世界度假區。
於2020年因疫情重新開園後，東京迪士尼度假區、巴黎迪士尼樂園度假區、香港迪士尼樂園度假區和上海迪士尼度假區的快速通行證陸續更改成付費選項的「迪士尼尊享卡」（Disney Premier Access）。

## 設計原理
每項迪士尼主題樂園內的設施都有搭乘人數的上限，例如「幽靈公館」（Haunted Mansion）每個小時能夠搭載的遊客數量為2,000人，以12小時的營業時間來計算，每天該遊樂設施能接待的遊客為24,000人。亦或在某一個演出娛樂節目的劇場內有3,000個座位，在營業時間內共會舉行五場表演，因此該劇場每天能接待的遊客則為15,000人。在適用的遊樂設施中，一部分的席位（遊樂設施載具或劇場的座位等）會被特別保留下來給快速通行系統。其他剩餘的席位則提供給「現場等候」的遊客搭乘。
在樂園開始營業前，適用快速通行的遊樂設施將會預先設定好基本的等待時間（例如45分鐘）。而可用的快速通行證數量將會依據這個等待時間來平均分配。當遊客領取快速通行證時，系統會依序將這些入場時段發送出去。以一般的遊樂設施來說，遊客在領取完快速通行證後需要等待的時間約與原本預設的等待時間接近。
在某些特別受到歡迎的遊樂設施上，入場時段會以更快的速度被配發出去，因而導致較長的等待時間。有時候所有的入場時段會在當天提早分配完畢，此時尚未領取快速通行證的遊客就無法再使用這項服務。

## 運作

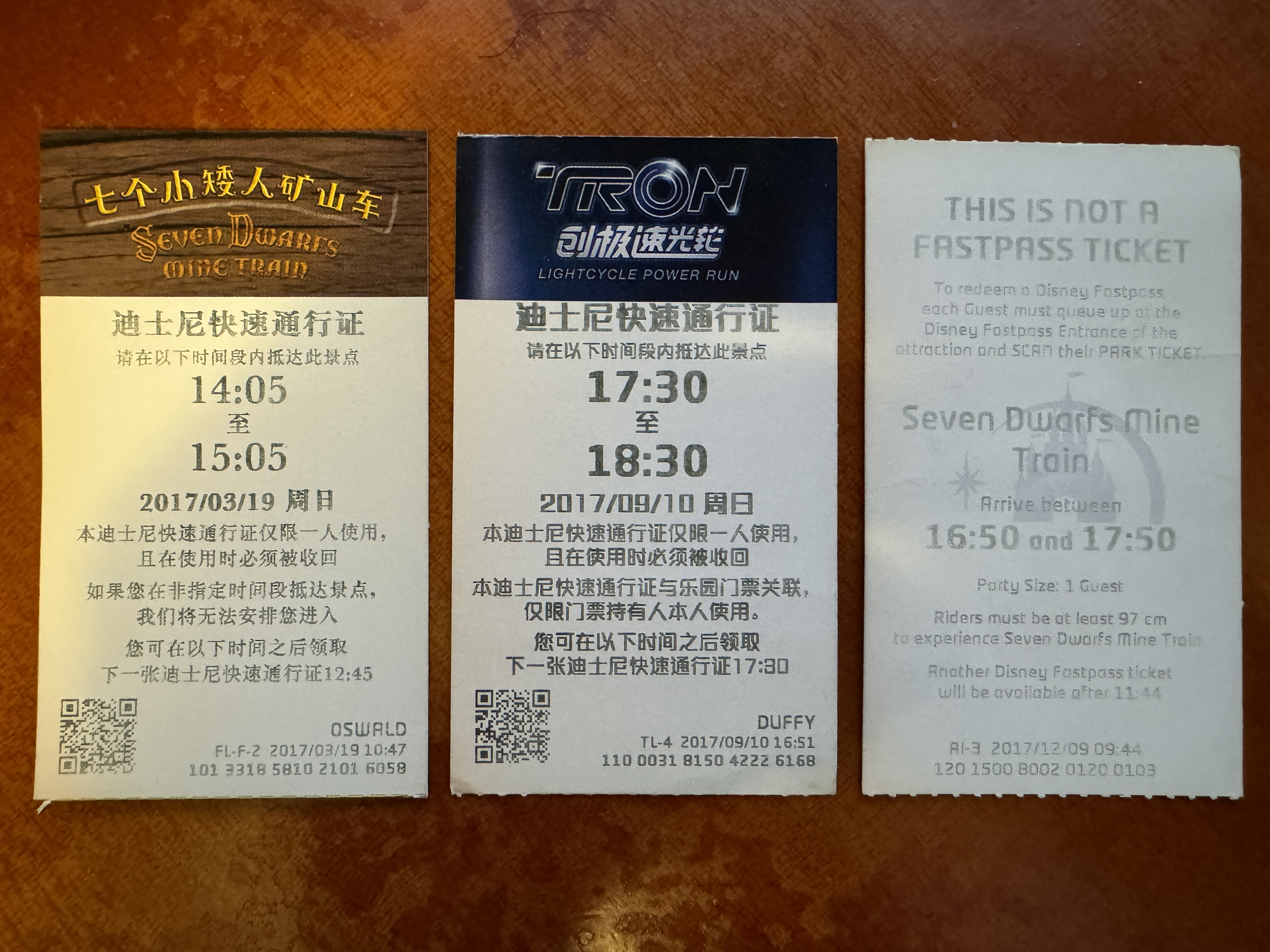
上海迪士尼乐园快速通行证的变迁，从最早的直接使用变为仅提示时间的纸质单据

快速通行證是透過位於適用遊樂設施附近的機器自動發行，或是使用官方app領取。遊客將樂園的門票插入機器後，將會得到一張印製有入場時段的快速通行證。通行證上會標示指定的入場時段，遊客可在該時段內回到遊樂設施，經由特別的優先入場隊伍驗票后進入搭乘。遊樂設施的入場時段範圍通常是60分鐘（巴黎迪士尼樂園為30分鐘），而劇場表演則是15分鐘。通行證上也會標示下次可再領取快速通行證的時間。

快速通行證+標誌

在華特迪士尼世界于2014年將快速通行證升級爲「快速通行證+」后，華特迪士尼世界的快速通行證信息會自動存儲于游客所獲取的「魔法手環」中以取代紙質版通行證，此外，除了在機器上獲取快速通行證外，亦可在官方APP「My Disney Experience」中于入園前30天内獲取（同時預定了園區内酒店或露營地的游客可以在入園前60天内獲取）。此外，快速通行證+允許游客在任何時間内申請更改入場時段。
在一般情況下，每位遊客同時只能持有一張快速通行證。若要領取另一張快速通行證，則需要等待至通行證上標記的入場時段或是兩小時之後，以兩者中較早的時段來計算。如果遊客在上述時間之前試圖取得另一張快速通行證，則會得到一張印有下次可再領取快速通行證的紙張（迪士尼加州冒險樂園的「色彩世界」（World of Color）表演除外）。而快速通行證+雖然沒有時間間隔限制，但每人每天只能申請三張快速通行証（且必須是同一主題樂園的）。此外在某些樂園中，遊客也可以同時持有與迪士尼角色見面拍照景點和一般遊樂設施的快速通行證。
快速通行證並不一定會每天發行，在人潮較少的日子裡可能不會提供快速通行證服務，這是因為每項遊樂設施的現場排隊時間大幅縮短，不再需要用快速通行證來分配入場時段。有時在特定的額外售票活動日期間內也不會發行任何快速通行證。
迪士尼樂園目前不再發行快速通行證，目前僅在遊樂設施臨時故障時發行。

## 迪士尼尊享卡
「迪士尼尊享卡」（Disney Premier Access）爲迪士尼公司推出的付費制虛擬排隊系統，每個樂園的使用方式和購買方式不同，目前於巴黎迪士尼樂園、香港迪士尼樂園、東京迪士尼度假區和上海迪士尼樂園提供。該系統可避免遊客在特定設施長時間排隊，或進入有提供尊享卡專用座位區的特定表演設施，遊客可選擇或取得指定時間返回設施，屆時須前往隊伍前列使用迪士尼尊享卡。有單次設施，多個設施套票，和無限次數套票等。

## 迪士尼尊享卡適用設施

### 巴黎迪士尼樂園度假區
| 迪士尼樂園 - 巨雷山（Big Thunder Mountain） - 巴斯光年星際歷險（Buzz Lightyear Laser Blast） - 鐘博士危難魔宮之旅（Indiana Jones et le Temple du Péril） - 小飛俠天空之旅（Peter Pan's Flight） - 太空山：第二任務(「星戰極速穿梭」hyperspace mountain) - 星際旅行：冒險續航（Star Tours） | 華特迪士尼影城 - 阿格拉巴飛毯（Flying Carpets Over Agrabah） - 史密斯飛船搖滾飛車（Rock 'n' Roller Coaster Starring Aerosmith） - 驚魂古塔（The Twilight Zone Tower of Terror） |

### 東京迪士尼度假區
東京迪士尼樂園
- 美女與野獸城堡奇緣

東京迪士尼海洋樂園
- 翱翔:夢幻奇航
- 玩具總動員瘋狂遊戲屋

### 香港迪士尼樂園度假區
香港迪士尼樂園
- 灰熊山極速礦車
- 灰姑娘旋轉木馬
- 瘋帽子旋轉杯
- 蟻俠與黃蜂女：擊戰特攻！
- 迷離大宅
- 鐵甲奇俠飛行之旅
- 森林河流之旅
- 星戰極速穿梭
- 太空飛碟
- 米奇幻想曲
- 小熊維尼歷險之旅
- 小飛象旋轉世界
- 小小世界
- 玩具兵團跳降傘
- 沖天遙控車
- 轉轉彈弓狗
- 魔雪奇幻之旅
- 雪嶺滑雪橇

### 上海迪士尼度假區
上海迪士尼乐园
- 创极速光轮
- 巴斯光年星際營救
- 小飛俠天空奇遇
- 小熊維尼歷險記
- 七個小矮人礦山車
- 雷鳴山漂流
- 翺翔·飛越地平線
- 晶彩奇航
- 加勒比海盜—沈落寶藏之戰
- 抱抱龍沖天賽車
- 胡迪牛仔嘉年華
- 古跡探索營的繩索挑戰道
- 熱力追蹤

## 迪士尼精靈
於2021年的10月推出，取代了先前的「迪士尼快速通行」並提供新的服務。
「迪士尼精靈」（Disney Genie）主要提供的服務類別為以下三種：
1. Genie ：購買門票時免費贈送的行程規劃工具，透過My Disney Experience或是Disneyland App，可以選擇心儀的景點、設施、餐廳等，Genie將協助遊客制定專屬客製化行程。
2. Genie+ ：此服務取代「迪士尼快速通行」，以單日為單位加價付費制服務，使遊客提前預訂樂園中熱門的設施。
3. 單趟付費制的閃電通關（Individual Lightning Lane） ：爲單趟付費制服務，可安排遊客免排隊，優先搭乘樂園中最熱門的設施，與Genie+服務爲兩個獨立付費服務。

## 資料來源
1. ↑  Maehrer, Avery. . Disney Parks Blog. August 18, 2021  [August 18, 2021]. （原始内容存档于2022-02-18）.
2. ↑  . 2022-08-19  [2022-10-16]. （原始内容存档于2022-10-16） （中文（臺灣））.
3. ↑  . Tokyo Disney Resort.   [2023-07-17]. （原始内容存档于2022-12-18）.
4. ↑  Coomer, Shawn. . 17 July 2019  [11 February 2020]. （原始内容存档于2023-07-17）.
5. ↑  . 東京迪士尼樂園.   [2022-10-16]. （原始内容存档于2022-12-18）.
6. ↑  . 東京迪士尼海洋樂園.   [2022-10-16]. （原始内容存档于2022-10-16）.
7. ↑  . 香港迪士尼樂園.   [2022-10-16]. （原始内容存档于2022-10-18） （中文（繁體））.
8. ↑  . 上海迪士尼度假区.   [2022-10-16]. （原始内容存档于2022-11-09）.
9. ↑  . 2021-11-14  [2022-01-29]. （原始内容存档于2022-04-24） （中文（臺灣））.

## 外部連結
- 迪士尼快速通行 - 東京迪士尼海洋（中文）
- 迪士尼快速通行卡 （页面存档备份，存于） - 香港迪士尼樂園（中文）
- 迪士尼精靈閃電通關設施列表 （页面存档备份，存于）